# Bogdan Kuliga
Bogdan Kuliga (ur. 5 grudnia 1960 w Korczynie) – oficer Państwowej Straży Pożarnej w stopniu nadbrygadiera (2014), były Podkarpacki Komendant Wojewódzki Państwowej Straży Pożarnej w Rzeszowie.

## Życiorys
Studia rozpoczął w 1981 w Wyższej Oficerskiej Szkole Pożarniczej w Warszawie. Ukończył Szkołę Główną Służby Pożarniczej w Warszawie, którą ukończył, uzyskując tytuł zawodowy magistra inżyniera (1986).
W latach 1986–1992 oficer służby operacyjnej w Komendzie Wojewódzkiej Straży Pożarnych w Krośnie, a od 1992–1998 naczelnik Wydziału Planowania Operacyjnego Komendy Wojewódzkiej Państwowej Straży Pożarnej w Krośnie. W latach 1999–2002 był Komendantem Miejskim PSP w Krośnie, a od 2006–2011 był Zastępcą Podkarpackiego Komendanta Wojewódzkiego PSP w Rzeszowie. W październiku 2011 powołany został na stanowisko Podkarpackiego Komendanta Wojewódzkiego PSP w Rzeszowie. W 2014 mianowany na stopień nadbrygadiera.
5 kwietnia 2016, decyzją ministra spraw wewnętrznych i administracji, został odwołany ze stanowiska podkarpackiego komendanta wojewódzkiego Państwowej Straży Pożarnej w Rzeszowie.
W 2018 kandydował bezskutecznie do sejmiku województwa podkarpackiego z listy Polskiego Stronnictwa Ludowego.

## Odznaczenia
- Krzyż Zasługi za Dzielność (1997)[3]
- Brązowy Krzyż Zasługi (1999)[4]
- Srebrny Krzyż Zasługi (2010)[5]
- Srebrna Odznaka „Zasłużony dla Ochrony Przeciwpożarowej”
- Srebrna Odznaka „Za zasługi w zwalczaniu powodzi”
- Złoty Znak Związku Ochotniczych Straży Pożarnych RP
- Złota Odznaka „Zasłużony dla Ochrony Przeciwpożarowej”
- Srebrny Medal za Długoletnią Służbę
- Złoty Medal „Za zasługi dla obronności kraju”
- Złoty Medal „Za Zasługi dla Pożarnictwa”
- Złoty Medal za Zasługi dla Straży Granicznej
- Srebrny Medal za Zasługi dla Policji
- Brązowa Odznaka „Za zasługi w pracy penitencjarnej”
- Srebrna Odznaka honorowa „Za Zasługi dla Ochrony Środowiska i Gospodarki Wodnej”
- Brązowy Medal za zasługi dla Ligi Obrony Kraju
- Krzyż Honorowy Oficer of Merit Wojskowego i Szpitalnego Zakonu Św. Łazarza